# Orlické Podhůří

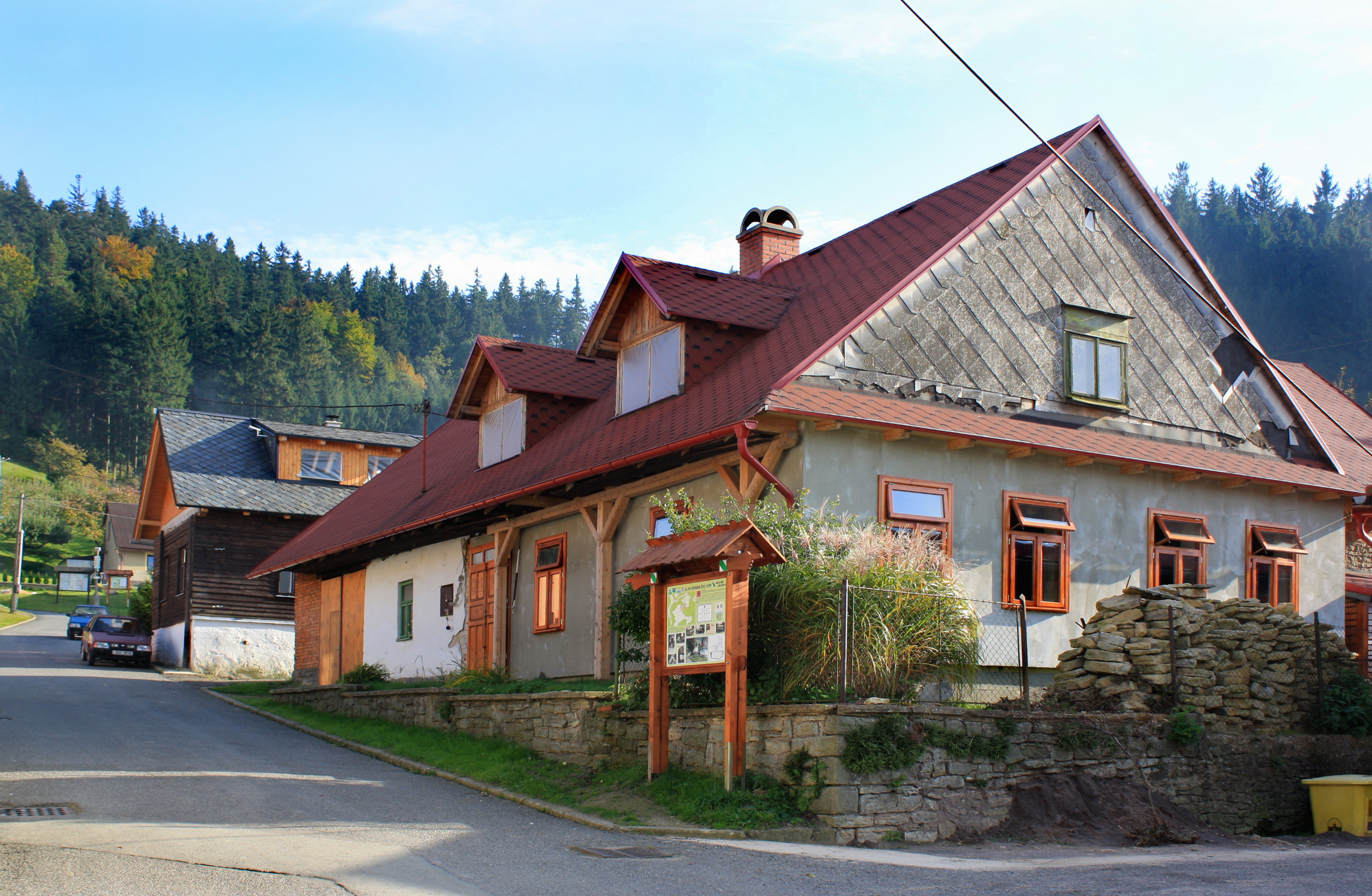
Der Ortsteil Říčky

Orlické Podhůří ist eine Gemeinde in Tschechien. Sie befindet sich drei Kilometer nordwestlich von Ústí nad Orlicí und gehört zum Okres Ústí nad Orlicí.

## Geographie
Orlické Podhůří liegt rechtsseitig der Stillen Adler im Adlergebirgsvorland. Entlang des Flusses führt die Eisenbahn von Ústí nad Orlicí nach Choceň entlang, an der sich in Bezpráví ein Bahnhalt befindet. Östlich verläuft die Staatsstraße 14 von Ústí nad Orlicí nach Vamberk und nördlich die 321 zwischen Žamberk und Choceň. Höchster Punkt ist der 543 m n.m. hohe Hůrka bei Dobrá Voda, der tiefste Punkt liegt mit 310 m n.m. im Tal der Stillen Adler.
Nachbarorte sind Velká Skrovnice im Norden, České Libchavy im Nordosten, Libchavy im Osten, Kerhartice und Ústí nad Orlicí im Südosten, Hrádek und Sudislav nad Orlicí im Süden, Oucmanice im Südwesten, Brandýs nad Orlicí im Westen sowie Podlesí und Seč im Nordwesten.

## Geschichte
Die Ortsteile der Gemeinde sind 13. und 14. Jahrhundert urkundlich belegt. Sie entstanden hauptsächlich im Zuge der Kolonisation der Gegend durch das sächsische Adelsgeschlecht von Brandis.
Zwischen 1842 und 1845 erfolgte im Tal der Stillen Adler der Bau der Eisenbahn von Prag nach Olmütz und die Einschichten Luh und Bezpráví entstanden. Seit der Ablösung der Patrimonialherrschaften im Jahre 1848 bestanden die selbstständigen Gemeinden Dobrá Voda, Rviště und Říčky. Bis auf Rozsochy 2.díl, das zum Gerichtsbezirk Kostelec nad Orlicí in der Bezirkshauptmannschaft Rychnov nad Kněžnou zählte, waren alle anderen Teile der heutigen Gemeinde ab 1850 zum Gerichtsbezirk Ústí nad Orlicí im Bezirk Lanškroun zugehörig.
Im Jahre 1949 wurde Dobrá Voda nach Rviště eingemeindet. 1960 erfolgte auch die Eingemeindung von Říčky. Durch die eingemeindeten Dörfer entwickelte sich Widerstand gegen den Gemeindenamen Rviště, weil alle drei Orte etwa gleichwertig waren. Dies führte schließlich dazu, dass die Gemeinde am 16. Februar 1961 den neutralen Namen Orlické Podhůří (= Adlergebirgsvorland) erhielt.
Im Jahre 1961 wurden ebenfalls die beiden Teile von Rozsocha vereinigt. Bis dahin war Rozsocha 1.díl (heute Horní Rozsocha) zu Rviště gehörig, während Rozsocha 2.díl (heute Dolní Rozsocha) ein Ortsteil von Velká Skrovnice gewesen war.
Luh ist der einzige Gemeindeteil linksseitig des Flusses, er gehörte zusammen mit Perná bis 1949 zur Gemeinde Sudislav nad Orlicí und danach bis 1960 zu Rviště. Bis 1980 galten auch Bezpráví und Luh als Ortsteile, sie verloren dann diesen Status, da sie keine ständigen Einwohner mehr haben. Sitz des Gemeindeamtes ist in Dobrá Voda.

## Ortsgliederung
Die Gemeinde Orlické Podhůří besteht aus den Ortsteilen
- Dobrá Voda (Gutwasser) mit den Einschichten Bezpráví (Bespraw) und Luh (Luch)
- Kaliště (Kalischt)
- Perná (Pern)
- Rozsocha (Rosing), bestehend aus Dolní Rozsocha (Rosing 2. Anteil) und Horní Rozsocha (Rosing 1. Anteil).
- Rviště (Kerwischt)
- Říčky (Schützendorf) mit der Einschicht Klopoty

## Sehenswürdigkeiten
- Kapelle der Krönung der Jungfrau Maria in Dobrá Voda
- 2 Bahnwärterhäuser in Bezpráví, entstanden in der Zeit des Eisenbahnbaus
- Denkmal für die drei Opfer des Flugzeugabsturzes vom 27. Juli 1948 am Berg Hůrka bei Dobrá Voda
- hölzerner Glockenturm in Rviště, zu Beginn des 19. Jahrhunderts erneuert
- Zugmeldestelle und Bahnwärterhaus in Perná, Technische Denkmale aus der Zeit des Eisenbahnbaus
- Spätbarocker Speicher in Perná, Kulturdenkmal
- Kapelle Mariahilf in Říčky, Empirebau von 1812
- Kapelle des Hl. Johann von Nepomuk in Říčky, erbaut 1757